# B3 DNA結合ドメイン
B3 DNA結合ドメイン（B3 DNA binding domain）あるいはB3ドメイン（B3 domain）とは、DNA結合ドメインの一つである。転写因子のみに見られ、現在までに40種以上の転写因子（ Pfam PF02362   ）にて発見されている。それら全ての遺伝子において、B3ドメインは他のドメイン（AP2 DNA結合ドメインなど）と共に高度に保存されている(InterPro: IPR003340)。 
B3ドメインは100-120アミノ酸残基で構成され、7つのベータストランドと2つのアルファヘリックスを含み、DNA結合性偽バレル構造をフォールディングにより形成する（SCOP 117343）。この立体構造はDNAの主溝と相互作用することで、B3ドメインがDNAと結合することを可能にする。 

## B3ファミリー
シロイヌナズナにおいて、B3ドメインを含む転写因子には3つの主要なファミリーがある： 
- ARF（ Auxin Response Factor）
- ABI3（ ABscisic acid Insensitive 3 ）
- RAV（Related to ABI3/VP1）

| タンパク質         | ARF1- B3   | ABI3- B3   | RAV1- B3 |
| ------------------ | ---------- | ---------- | -------- |
| 立体構造の解析方法 | 分子モデル | 分子モデル | NMR      |
| 認識配列           | TGTCTC     | CATGCA     | CACCTG   |

PDB: 1WID 及びPDB: 1YEL については、溶液NMRでの構造解析結果のみ判明している。

## 関連タンパク質
エンド型制限酵素EcoRIIのN末端ドメイン。また、エンド型制限エンドヌクレアーゼ BfiIのC末端ドメインは、同様のDNA結合性擬似バレル構造を有している 。 